# Broadview Heights
Broadview Heights és una població dels Estats Units a l'estat d'Ohio. Segons el cens del 2000 tenia 15.967 habitants.

## Demografia
Segons el cens del 2000, Broadview Heights tenia 15.967 habitants, 6.411 habitatges, i 4.378 famílies. La densitat de població era de 472 habitants/km².
Dels 6.411 habitatges en un 31,8% hi vivien nens de menys de 18 anys, en un 57,9% hi vivien parelles casades, en un 7,6% dones solteres, i en un 31,7% no eren unitats familiars. En el 27,3% dels habitatges hi vivien persones soles el 8,6% de les quals corresponia a persones de 65 anys o més que vivien soles. El nombre mitjà de persones vivint en cada habitatge era de 2,46 i el nombre mitjà de persones que vivien en cada família era de 3,04.
Per edats la població es repartia de la següent manera: un 24,9% tenia menys de 18 anys, un 5,8% entre 18 i 24, un 30,5% entre 25 i 44, un 23,9% de 45 a 60 i un 15% 65 anys o més.
L'edat mediana era de 39 anys. Per cada 100 dones de 18 o més anys hi havia 89,4 homes.
La renda mediana per habitatge era de 56.989 $ i la renda mediana per família de 69.343 $. Els homes tenien una renda mediana de 53.045 $ mentre que les dones 33.597 $. La renda per capita de la població era de 29.440 $. Aproximadament el 2,4% de les famílies i el 3,2% de la població estaven per davall del llindar de pobresa.

## Poblacions més properes
El següent diagrama mostra les poblacions més properes.